# Ilse Fischer
Ilse Fischer (Klagenfurt, 29 de junho de 1975) é uma matemática austríaca, cujas pesquisas envolvem combinatória enumerativa e combinatória algébrica, conectando estes tópicos com teoria de representação e mecânica estatística. É professora de matemática da Universidade de Viena.

## Formação e carreira
Ilse Fischer nasceu em Klagenfurt. Estudou a partir de 1993 na Universidade de Viena, onde obteve um mestrado (mag. rer. nat.) em 1998, um doutorado (Dr. rer. nat.) em 2000 e a habilitação em 2006. Sua tese de doutorado, Enumeration of perfect matchings: Rhombus tilings and Pfaffian graphs, foi orientada conjuntamente por Christian Krattenthaler e Franz Rendl, e sua tese de habilitação foi A polynomial method for the enumeration of plane partitions and alternating sign matrices.
Trabalhou como assistente na Universidade de Klagenfurt de 1999 a 2004, com um ano de pesquisas de pós-doutorado no Instituto de Tecnologia de Massachusetts em 2001. Foi para a Universidade de Viena em 2004, sendo promovida a professora associada em 2011 e professora plena em 2017.

## Reconhecimento
Ilse Fischer ganhou o Dr. Maria Schaumayer Prize de 2006 e o Start-Preis de 2009 da Fonds zur Förderung der wissenschaftlichen Forschung.
Com Roger Behrend e Matjaž Konvalinka ganhou o Prêmio David P. Robbins de 2019 da American Mathematical Society.